# Анатолий Миланский
Анатолий или Анафалон (I  век) — епископ Медиоланский. День памяти — 24 сентября.
По преданию, святой Анафалон (Anathalon), или Анатолий (Anatole), епископ Миланский, был учеником святого апостола Варнавы, считающегося первым епископом миланским. По благословению учителя святой Анатолий проповедовал в краях миланских, вплоть до города Брешиа, где и умер.